# Dorfkirche Jabel (Heiligengrabe)

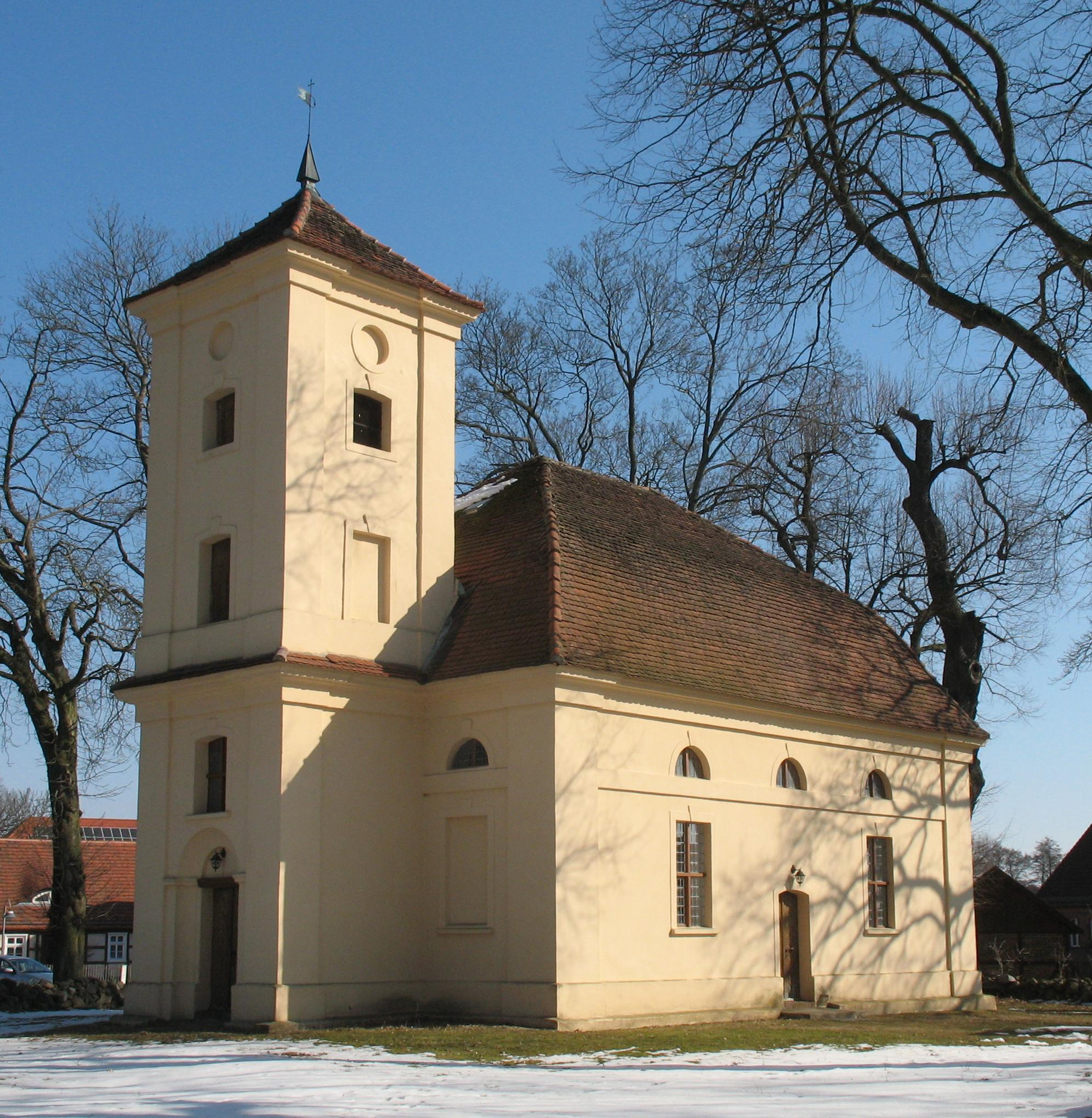
Dorfkirche Jabel

Die evangelische, denkmalgeschützte Dorfkirche Jabel steht in Jabel, einem Ortsteil der Gemeinde Heiligengrabe im Landkreis Ostprignitz-Ruppin in Brandenburg. Die Kirche gehört zum Pfarrbereich Papenbruch im Kirchenkreis Wittstock-Ruppin der Evangelischen Kirche Berlin-Brandenburg-schlesische Oberlausitz.

## Geschichte und Beschreibung
In der Mitte des von Findlingen umgebenen Kirchhofs befand sich als Vorgängerbau eine mittelalterliche Kirche. Die heutige Dorfkirche ist 1803 im Baustil der sogenannten preußischen Landbaukunst um 1800 errichtet worden. Ihre Baugeschichte ist noch nicht näher erforscht. Als entwerfende Architekten kommen aus stilistischen Gründen Philipp Bernhard Berson oder Friedrich Wilhelm Dunckelberg in Frage.
Bis 2024 ließ die Kirchengemeinde umfangreiche Renovierungsarbeiten an den Fenstern, den Wänden und der Orgel vornehmen. Im Juli 2024 erhielt die Kirchengemeinde insgesamt 14 Kirchenbänke aus der Lukaskirche in Hamburg. Sie ersetzten die morsch gewordenen Bänke der Gemeinde.
Die verputzte Saalkirche zeigt im Außenbau von breiten Lisenen eingefasste Fassaden, die an den Langseiten durch drei Fensterachsen und ein weit oben angeordnetes Gurtgesims mit aufsitzenden Halbrundfenstern gegliedert sind. Das Kirchenschiff wird als baukonstruktionsgeschichtliche Besonderheit mit einem abgewalmten Bohlendach überdeckt. Im Westen vorgestellt ist ein Kirchturm auf quadratischem Grundriss mit einem flachen Zeltdach.
Der mit dreiseitigen Emporen ausgestattete Innenraum ist mit einer verputzten Flachdecke überspannt. Zur Kirchenausstattung gehört ein 1804 gebauter Kanzelaltar, der polygonale Korb der Kanzel weist ein Gemälde der Kreuzigung auf. Das hölzerne Taufbecken besteht aus einer kannelierten Säule.
Die Orgel mit vier Registern auf einem Manual und angehängtem Pedal wurde 1870 von Friedrich Hermann Lütkemüller aus Wittstock gebaut.